# Non è così male
Non è così male è un singolo del duo musicale italiano Santi Francesi, pubblicato il 18 novembre 2022 come unico estratto dal primo EP In fieri.

## Descrizione
Il brano, scritto da Alessandro De Santis, è prodotto dallo stesso duo musicale con Davide Pavanello.

## Promozione
Il brano è stato eseguito dallo stesso duo durante la loro partecipazione alla sedicesima edizione del talent show X Factor.

## Video musicale
Il video musicale, diretto da Byron Rosero, è stato pubblicato in concomitanza all'uscita del brano attraverso il canale YouTube del duo.

## Tracce
Testi di Alessandro De Santis, musiche di Alessandro De Santis, Mario Lorenzo Francese e Davide Pavanello.
1. Non è così male – 3:14